# Pukapuka (commune)
Pour l’article homonyme, voir Puka Puka.
Pukapuka est une commune de la Polynésie française dans l'archipel des Tuamotu. Le chef-lieu de cette dernière est l'atoll de Puka Puka, unique île composant la commune.

## Géographie
La commune ne se compose que d'un atoll (Puka Puka), dont la population est regroupée dans le village de Te One Mahina, unique localité de l'île. On y trouve la mairie, une église, une épicerie et une école primaire.
Avec une population de 166 habitants en 2012, il s'agit de la commune la moins peuplée de la collectivité.

## Démographie
L'évolution du nombre d'habitants est connue à travers les recensements de la population effectués dans la commune depuis 1971. À partir de 2006, les populations légales des communes sont publiées annuellement par l'Insee, mais la loi relative à la démocratie de proximité du 27 février 2002 a, dans ses articles consacrés au recensement de la population, instauré des recensements de la population tous les cinq ans en Nouvelle-Calédonie, en Polynésie française, à Mayotte et dans les îles Wallis-et-Futuna, ce qui n’était pas le cas auparavant. Pour la commune, le premier recensement exhaustif entrant dans le cadre du nouveau dispositif a été réalisé en 2002, les précédents recensements ont eu lieu en 1996, 1988, 1983, 1977 et 1971.
En 2017, la commune comptait 163 habitants, en diminution de 1,81 % par rapport à 2012
| 1971 | 1977 | 1983 | 1988 | 1996 | 2002 | 2007 | 2012 | 2017 |
| ---- | ---- | ---- | ---- | ---- | ---- | ---- | ---- | ---- |
| 111  | 95   | 166  | 195  | 175  | 177  | 157  | 166  | 163  |

| 2022 | - | - | - | - | - | - | - | - |
| ---- | - | - | - | - | - | - | - | - |
| 137  | - | - | - | - | - | - | - | - |

## Administration
| Période                                  | Période  | Identité        | Étiquette | Qualité |
| ---------------------------------------- | -------- | --------------- | --------- | ------- |
| Les données manquantes sont à compléter. |          |                 |           |         |
| mars 2008                                | En cours | Raphaël Villant |           |         |

## Culture locale et patrimoine

### Lieux et monuments
- Église Sainte-Jeanne-d'Arc de Pukapuka.